# Koalib
Koalib, pleme iz grupe Nuba nastanjeno u Sudanskoj provinciji Kordofan u planinama Nuba (Dâr Nuba, "the house of the Nuba".) blizu Delamija i Abrija (Ngirere). Rasno i jezično Koalibi pripadaju istočno-sudanskim (Nilo-Saharan) crncima i služe se s više dijalekata, članovima skupine Kordofanian. Najsrodnije pleme im je Moro. Poput ostalih istočno-sudanskih crnaca veoma su crne puti, snažni i visoki. Nube, pa i Koalibi, uzgajivači su prosa, sezama i drugog bilja na terasastim poljima, te su i uzgajivači domaćih životinja kao goveda, ovaca, koza i peradi, a neki među Nubama drže i svinje. 
Ime Koalib porijeklom je iz jezika arapskih osvajača, Kawâlib, čije je bukvalno značenje  "psi; dogs". -2005. godine ima ih oko 75,000.

## Vanjske poveznice
- Nuba Courtship  Arhivirana inačica izvorne stranice od 22. svibnja 2009. (Wayback Machine)